# Rudolf Cranz

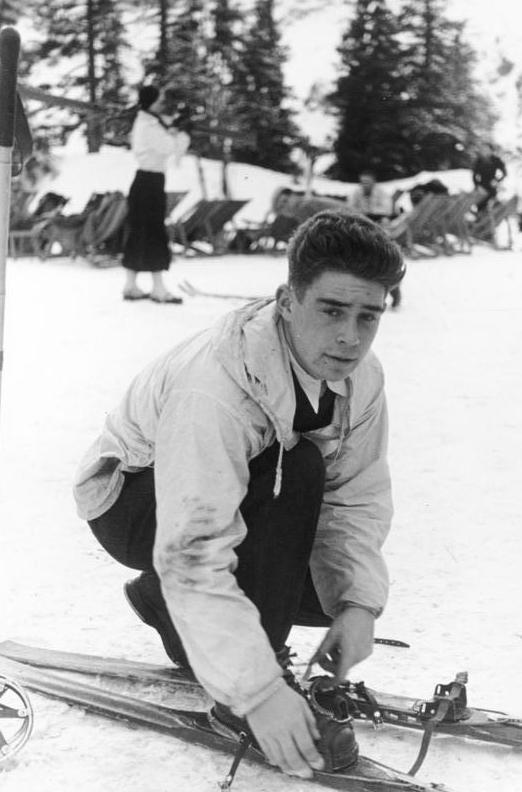
Rudolf Cranz, Olympische Winterspiele 1936

Heinz-Rudolf „Rudi“ Cranz (* 2. September 1918 in Uccle, Belgien; † 22. Juni 1941 in Różaniec bei Przemyśl, Polen) war ein deutscher Skirennläufer. Er gehörte in den 1930er Jahren zu den besten Fahrern in Deutschland. Zwischen 1937 und 1941 errang er im Slalom und in der Kombination vier deutsche Meistertitel und einen österreichischen Meistertitel.

## Biografie
Cranz war der jüngere Bruder der Skiolympiasiegerin Christl Cranz. An ihrer Seite drang er Mitte der 1930er Jahre an die nationale Spitze im Skisport vor. Erste Erfolge erzielte er 1936, als er im Slalom erstmals Deutscher Meister wurde, und bei den Olympischen Winterspielen in Garmisch-Partenkirchen, wo erstmals alpine Wettbewerbe auf dem Programm standen, wo er Sechster in der Kombination wurde.
Bei den folgenden Skiweltmeisterschaften konnte sich Cranz in der Weltspitze behaupten. 1937 in Chamonix wurde er Vierter im Slalom und Fünfter in der Kombination. Zwei Jahre später bei den Weltmeisterschaften 1939 in Zakopane belegte er im Slalom und in der Kombination jeweils den vierten Rang.
Cranz diente während des Zweiten Weltkriegs als Gebirgsjäger in der Wehrmacht und fiel im Alter von 22 Jahren am ersten Tag des Überfalls auf die Sowjetunion in Polen. Die Nachricht von seinem Tod veranlasste seine Schwester, ihre eigene sportliche Laufbahn zu beenden.

## Erfolge

### Olympische Winterspiele
- Garmisch-Partenkirchen 1936: 6. Kombination

### Deutsche Meisterschaften
- Alpine Kombination: 1937 und 1941
- Slalom: 1939 und 1941

### Arlberg-Kandahar
- Slalom 1937 (Mürren)

### Österreichische Meisterschaften
- Kombination 1937